# Dnd (trò chơi điện tử 1974)
dnd là một game nhập vai được hãng 	Electronic Arts phát hành vào năm 1974. Cái tên dnd bắt nguồn từ chữ viết tắt "D&D" của dòng game nhập vai bút và giấy Dungeons & Dragons.
dnd do Gary Whisenhunt và Ray Wood theo học tại Đại học Nam Illinois viết bằng ngôn ngữ lập trình TUTOR dành cho hệ máy PLATO vào năm 1974 và 1975. Dirk Pellett từ Đại học Tiểu bang Iowa và Flint Pellett từ Đại học Illinois đã tiến hành những cải tiến đáng kể dành cho trò chơi này từ năm 1976 đến năm 1985.
dnd gây tiếng vang vì là tựa game tương tác đầu tiên xuất hiện tính năng mà sau này gọi là trùm (boss).

## Lối chơi
Trong dnd, người chơi cần tạo ra một nhân vật và làm chuyến hành trình gay cấn vào Whisenwood Dungeon đa tầng (Whisenwood là tên ghép từ họ của các tác giả) hòng kiếm cho bằng được hai kho báu tối thượng: chén thánh và viên ngọc orb. Game đem lại cho người chơi góc nhìn từ trên cao của dungeon nhưng cũng dựng nên nhiều khái niệm cơ bản về Dungeons & Dragons. Dungeon Whisenwood bao gồm nhiều màn chơi giống như mê cung nhiều tầng. Khi người chơi hoàn thành từng màn một, thì được phép bước sang màn chơi tiếp theo; thế nhưng người chơi đều có thể quay trở lại các màn chơi trước đó và rời khỏi dungeon hoàn toàn biến dnd trở thành một trong những tựa game đầu tiên sử dụng tiến trình phi tuyến tính. Ngay khi người chơi hoàn thành hết số màn chơi này, họ được sở hữu phép thuật, vũ khí và vật phẩm mới nhằm trợ giúp nhiệm vụ săn lùng kho báu tối thượng trong game.
Dịch chuyển tức thời giúp di chuyển nhân vật giữa các màn chơi trong dungeon. Quái vật cấp cao, bao gồm cả Rồng Vàng canh giữ viên ngọc Orb, đều được tìm thấy ở cuối mỗi dungeon. Rời khỏi dungeon cho phép người chơi hồi phục máu và lấy lại phép thuật và quay trở lại dungeon sau này.

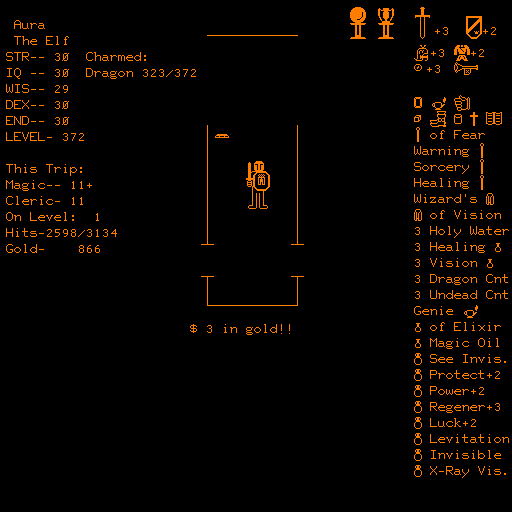
Người chơi sắp thắng dnd: Nhân vật xuất đầu lộ diện trong mê cung, với cả Orb và Grail (cũng như hầu hết các vật phẩm ma thuật khác và một con rồng bị bỏ bùa)